# Чемпионат мира по конькобежному спорту на отдельных дистанциях 2025 — 10 000 метров (мужчины)
Соревнования в беге на 10 000 метров среди мужчин на чемпионате мира по конькобежному спорту на отдельных дистанциях 2025 года прошли 16 марта на катке «Викингскипет» в Хамаре, Норвегия. Участие приняли 12 спортсменов отобравшихся по итогам Кубка мира (8 по итоговому положению и 4 по лучшему результату на дистанции на этапах Кубка мира). Помимо этого, составлялся список из 10 резервных спортсменов на основе лучших результатов на этапах Кубка мира в сезоне. От каждой страны на дистанции могло участвовать не более двух спортсменов. В случае если от одной страны на дистанции квалифицировалось более двух спортсменов, то национальная федерация определяла какие из них примут участие в чемпионате.

## Результаты
| Место | Спортсмен           | Страна     | Время    | Отставание |
| ----- | ------------------- | ---------- | -------- | ---------- |
| 1     | Давиде Гьотто       | Италия     | 12.46,15 |            |
| 2     | Владимир Семирунний | Польша     | 12.49,93 | +3,78 PB   |
| 3     | Методей Йилек       | Чехия      | 12.51,53 | +5,38      |
| 4     | Йоррит Бергсма      | Нидерланды | 12.57,13 | +10,98     |
| 5     | Сандер Эйтрем       | Норвегия   | 12.57,33 | +11,18     |
| 6     | Тед-Ян Блумен       | Канада     | 12.58,10 | +11,95     |
| 7     | Тимоти Лубино       | Франция    | 13.05,72 | +19,57     |
| 8     | Кейси Доусон        | США        | 13.06,75 | +20,60     |
| 9     | Крис Хёйзинга       | Нидерланды | 13.09,80 | +23,65     |
| 10    | Феликс Малы         | Германия   | 13.11,63 | +25,48     |
| 11    | Грэм Фиш            | Канада     | 13.13,55 | +27,40     |
| 12    | Джейсон Саттелс     | Бельгия    | 13.32,04 | +45,89     |